# Thirty Years of Maximum R&B
Thirty Years of Maximum R&B — бокс-сет британской рок-группы The Who, выпущенный в 1994 году под лейблом Polydor Records по всему миру и MCA Records в США. Начиная с 2003 года, бокс-сет издавался компанией Geffen Records.

## О сборнике
Издание охватывает всю карьеру The Who, начиная с времён их становления под названием The High Numbers до исполнения «Saturday Night’s Alright for Fighting» Элтона Джона в 1991 году. Здесь представлены студийные записи, раритеты, отрывки интервью и рекламные скетчи.
В том же году вышла видеоверсия сборника под названием «Thirty Years of Maximum R&B Live», охватывающая концертные выступления The Who в период с 1965 по 1989 год и интервью с Роджером Долтри, Питом Таунсендом и Джоном Энтвислом. В 2001 году вышла DVD-версия, переименованная в «Maximum R&B Live», содержащая второй диск с выступлением для телепрограммы Rockpalast 28 марта 1981 года; выступления 1970 года в Tanglewood Music Shed были исключены из релиза и заменены на выступления в London Coliseum (1969), Килберне (1977) и Shea Stadium (1982).

## Список композиций
Все композиции написаны Питом Таунсендом, кроме отмеченных отдельно. Треки, отмеченные «**» — рекламные джинглы и диалоги, записанные для радио BBC.
| №   | Название | Автор(ы)                                      | Длительность |
| --- | --- | --------------------------------------------- | ------------ |
| 1.  | «Pete Dialogue» (Live at the Long Beach Arena, 10 December 1971)                                                  |                                               | 0:21         |
| 2.  | «I'm the Face» (как "The High Numbers")                                                                           | Питер Мидэн                                   | 2:27         |
| 3.  | «Here 'Tis» (как "The High Numbers"; ранее не издавалась)                                                         | Бо Диддли                                     | 2:08         |
| 4.  | «Zoot Suit» (как "The High Numbers")                                                                              | Meaden                                        | 1:57         |
| 5.  | «Leaving Here» | Холланд-Дозиер-Холланд                        | 2:47         |
| 6.  | «I Can't Explain»                                                                                                 |                                               | 2:03         |
| 7.  | «Anyway, Anyhow, Anywhere» (записано 24 мая 1965 года в студии BBC в Лондоне)                                     | Таунсенд, Роджер Долтри                       | 2:38         |
| 8.  | «Daddy Rolling Stone»                                                                                             | Отис Блэкуэлл                                 | 2:49         |
| 9.  | «My Generation»                                                                                                   |                                               | 3:17         |
| 10. | «The Kids are Alright»                                                                                            |                                               | 3:05         |
| 11. | «The Ox» | Таунсенд, Кит Мун, Джон Энтвисл, Ники Хопкинс | 3:37         |
| 12. | «A Legal Matter»                                                                                                  |                                               | 2:46         |
| 13. | «Pete Dialogue» (выступление в Лидском университете, 1970 год)                                                    |                                               | 0:57         |
| 14. | «Substitute» (выступление в Лидском университете, 1970 год)                                                       |                                               | 2:08         |
| 15. | «I'm a Boy ("No Horns" remix)»                                                                                    |                                               | 2:36         |
| 16. | «Disguises» |                                               | 3:20         |
| 17. | «Happy Jack Jingle» (ранее не издавалась)                                                                         |                                               | 0:31         |
| 18. | «Happy Jack» |                                               | 2:11         |
| 19. | «Boris the Spider»                                                                                                | Энтвисл                                       | 2:27         |
| 20. | «So Sad About Us»                                                                                                 |                                               | 2:59         |
| 21. | «A Quick One, While He's Away» (студийная версия / выступление в Рок-н-ролльном цирке «Роллинг Стоунз», 1968 год) |                                               | 9:39         |
| 22. | «Pictures of Lily»                                                                                                |                                               | 2:43         |
| 23. | «Early Morning Cold Taxi» (ранее не издавалась)                                                                   | Дэйв Лэнгстон, Долтри                         | 3:03         |
| 24. | «Coke 2 **» (ранее не издавалась)                                                                                 |                                               | 0:48         |
| 25. | «(This Could Be) The Last Time»                                                                                   | Мик Джаггер, Кит Ричардс                      | 2:59         |
| 26. | «I Can't Reach You»                                                                                               |                                               | 3:03         |
| 27. | «Girl's Eyes» (ранее не издавалась)                                                                               | Мун                                           | 3:06         |
| 28. | «Bag O'Nails **» (ранее не издавалась)                                                                            |                                               | 0:05         |
| 29. | «Call Me Lightning»                                                                                               |                                               | 2:20         |

| №   | Название                                                                            | Автор(ы)                     | Длительность |
| --- | ----------------------------------------------------------------------------------- | ---------------------------- | ------------ |
| 1.  | «Rotosound Strings»                                                                 |                              | 0:06         |
| 2.  | «I Can See for Miles»                                                               |                              | 4:14         |
| 3.  | «Mary Anne with the Shaky Hand»                                                     |                              | 2:07         |
| 4.  | «Armenia City in the Sky»                                                           | Спиди Кин                    | 3:13         |
| 5.  | «Tattoo»                                                                            |                              | 2:41         |
| 6.  | «Our Love Was»                                                                      |                              | 3:06         |
| 7.  | «Rael 1»                                                                            |                              | 5:42         |
| 8.  | «Rael 2» (ранее не издавалась)                                                      |                              | 0:52         |
| 9.  | «Track Records / Premier Drums **» ("Track Records" ранее не издавалась)            |                              | 0:31         |
| 10. | «Sunrise»                                                                           |                              | 3:03         |
| 11. | «Russell Harty Dialogue **» (ранее не издавалась)                                   |                              | 0:21         |
| 12. | «Jaguar» (ранее не издавалась)                                                      |                              | 2:03         |
| 13. | «Melancholia» (ранее не издавалась)                                                 |                              | 3:18         |
| 14. | «Fortune Teller»                                                                    | Аллен Туссен                 | 2:18         |
| 15. | «Magic Bus»                                                                         |                              | 3:16         |
| 16. | «Little Billy»                                                                      |                              | 2:16         |
| 17. | «Dogs»                                                                              |                              | 3:01         |
| 18. | «Overture»                                                                          |                              | 3:53         |
| 19. | «The Acid Queen»                                                                    |                              | 3:33         |
| 20. | «Abbie Hoffman Incident» (выступление в Вудстоке, 1969 год; ранее не издавалась)    |                              | 0:16         |
| 21. | «Sparks» (выступление в Вудстоке, 1969 год; ранее не издавалась)                    |                              | 3:53         |
| 22. | «Pinball Wizard»                                                                    |                              | 3:00         |
| 23. | «I'm Free»                                                                          |                              | 2:38         |
| 24. | «See Me, Feel Me» (студийная версия / выступление в Лидском университете, 1970 год) |                              | 3:31         |
| 25. | «Heaven and Hell»                                                                   | Энтвисл                      | 3:33         |
| 26. | «Pete Dialogue» (выступление в Лидском университете, 1970 год)                      |                              | 0:36         |
| 27. | «Young Man Blues» (выступление в Лидском университете, 1970 год)                    | Моуз Эллисон                 | 4:38         |
| 28. | «Summertime Blues» (ремикшировано; выступление в Лидском университете, 1970 год)    | Эдди Кокран, Джерри Кейпхарт | 3:22         |

| №   | Название                                                           | Автор(ы)      | Длительность |
| --- | ------------------------------------------------------------------ | ------------- | ------------ |
| 1.  | «Shakin' All Over» (выступление в Лидском университете, 1970 год)  | Джонни Кид    | 4:06         |
| 2.  | «Baba O'Riley»                                                     |               | 4:56         |
| 3.  | «Bargain» (выступление в San Francisco Civic Auditorium, 1971 год) |               | 4:54         |
| 4.  | «Pure and Easy»                                                    |               | 5:10         |
| 5.  | «The Song Is Over»                                                 |               | 6:09         |
| 6.  | «Studio Dialogue» (запись Who's Next; ранее не издавалась)         |               | 0:47         |
| 7.  | «Behind Blue Eyes»                                                 |               | 3:39         |
| 8.  | «Won't Get Fooled Again»                                           |               | 8:30         |
| 9.  | «The Seeker»                                                       |               | 3:21         |
| 10. | «Bony Moronie» (выступление в театре Янг-Вик, Лондон, 1971 год)    | Ларри Уильямс | 3:18         |
| 11. | «Let's See Action»                                                 |               | 3:54         |
| 12. | «Join Together»                                                    |               | 4:22         |
| 13. | «Relay»                                                            |               | 4:00         |
| 14. | «The Real Me»                                                      |               | 3:29         |
| 15. | «5:15» (сингл-версия)                                              |               | 4:18         |
| 16. | «Bell Boy»                                                         |               | 4:54         |
| 17. | «Love, Reign o'er Me»                                              |               | 4:51         |

| №   | Название                                                                          | Автор(ы)                | Длительность |
| --- | --------------------------------------------------------------------------------- | ----------------------- | ------------ |
| 1.  | «Long Live Rock»                                                                  |                         | 3:54         |
| 2.  | «Life with the Moons **» (ранее не издавалась)                                    |                         | 1:43         |
| 3.  | «Naked Eye» (выступление в театре Янг-Вик, Лондон, 1971 год)                      |                         | 5:00         |
| 4.  | «University Challenge **» (ранее не издавалась)                                   |                         | 0:30         |
| 5.  | «Slip Kid»                                                                        |                         | 4:09         |
| 6.  | «Poetry Cornered **» (ранее не издавалась)                                        |                         | 0:39         |
| 7.  | «Dreaming from the Waist» (выступление на Swansea Football Ground, 1976 год)      |                         | 4:06         |
| 8.  | «Blue Red and Grey»                                                               |                         | 2:45         |
| 9.  | «Life with the Moons 2 **» (ранее не издавалась)                                  |                         | 0:46         |
| 10. | «Squeeze Box»                                                                     |                         | 2:39         |
| 11. | «My Wife» (выступление на Swansea Football Ground, 1976 год)                      | Энтвисл                 | 4:14         |
| 12. | «Who are You»                                                                     |                         | 5:00         |
| 13. | «Music Must Change»                                                               |                         | 4:36         |
| 14. | «Sister Disco»                                                                    |                         | 4:19         |
| 15. | «Guitar and Pen»                                                                  |                         | 5:48         |
| 16. | «You Better You Bet»                                                              |                         | 5:33         |
| 17. | «Eminence Front»                                                                  |                         | 5:26         |
| 18. | «Twist and Shout» (Shea Stadium, Нью-Йорк, 1982 год)                              | Берт Бёрнс, Фил Мэдли   | 3:01         |
| 19. | «I'm a Man» (Выступление в Радио-сити-мьюзик-холл, Нью-Йорк, 1989 год)            | МакДэниел               | 6:11         |
| 20. | «Pete Dialogue» (Выступление на фестивале Fillmore West, Сан-Франциско, 1969 год) |                         | 0:37         |
| 21. | «Saturday Night's Alright (For Fighting)»                                         | Элтон Джон, Берни Топин | 4:33         |